# Битва у Дельті Нілу
Битва у Дельті — морська битва між єгиптянами та народами моря, яка відбулася приблизно в 1175 році до нашої ери, під час якої єгипетський фараон Рамсес III відбив велике вторгнення з моря. Конфлікт стався на берегах східної дельти Нілу і на кордоні Єгипетського царства в Сирії, хоча точні місця битв невідомі. Цей великий конфлікт зображено на стінах заупокійного храму фараона Рамсеса III у Медінет Абу.

## Історія
У 12 столітті до нашої ери народи моря вторглися на Близький Схід зі східної частини Середземного моря. Вони напали на Сирію та Південний Левант, де вони зруйнували та спалили багато міст. Вони також напали на Кіпр, а його столиця була розграбована. Оскільки написи в Медінет-Абу зображують жінок і дітей, завантажених у вози з волами, вважають, що загарбники були мігрантами, які шукали місце для поселення. Про їхні напади повідомляється, наприклад, у листах Аммурапі, останнього царя Угариту, який благав про допомогу Ешувару, царя Аласії:
Мій батько [Ешувара], ось, кораблі ворога прийшли; мої міста були спалені, і вони чинили зло в моїй країні. Хіба мій батько не знає, що всі мої війська та колісниці знаходяться в Країні Хатті, а всі мої кораблі в Країні Лукка? …Таким чином країна покинута сама на себе. Нехай мій батько знає це: сім кораблів ворога, які прийшли сюди, завдали нам великої шкоди.
Вторгнення народів моря часто називають однією із причин Катастрофи бронзової доби. Рамсес III описує велике переміщення народів на Схід від Середземномор'я, яке спричинило масове руйнування колишніх великих держав Леванту, Кіпру та Анатолії.

## Битва
Після перемоги над народами моря на суші у Сирії Рамсес кинувся назад до Єгипту, де підготовка до захисту від загарбників вже була завершена. Рамсес заманив народи моря та їхні кораблі у дельту Нілу, де він зібрав свій флот у засідці. Рамсес також виставив ряди лучників уздовж узбережжя дельти Нілу, які були готові пустити залпи стріл у ворожі кораблі, якщо ті спробують висадитися. Опинившись у межах досяжності, Рамсес наказав лучникам стріляти у ворожі кораблі, відштовхуючи їх назад до флоту Рамсеса, який наближався, щоб відрізати їм шлях для відходу. Єгипетський флот виштовхнув човни народів моря до берега. Після цього лучники та піхотинці як на суші, так і на кораблях почали нищити ворога. Човни загарбників були перекинуті, багато воїнів було вбито або взято у полон, а деяких викинуло на берег, де вони пізніше були вбиті.

## Наслідки
Перемога в Дельті врятувала Єгипет від занепаду, що спіткав Хатті, Аласію та інші великі держави Близького Сходу.
Попри поразку у цій битві, деякі народи моря (зокрема філістимляни), як вважають, оселилися на півдні Леванту через деякий час після смерті Рамсеса III.